# Chronic
Pour l’article homonyme, voir The Chronic.
Pour plus de détails, voir Fiche technique et Distribution.
Chronic est un film mexicain réalisé par Michel Franco, sorti en 2015. 
Le film a été présenté en sélection officielle au Festival de Cannes 2015 où il a remporté le Prix du scénario.

## Synopsis
David, un infirmier assistant des patients en phase terminale, tente de renouer des liens avec sa famille qu'il a jadis abandonnée.

## Fiche technique
- Titre français : Chronic
- Réalisation : Michel Franco
- Scénario : Michel Franco
- Production : Gabriel Ripstein, Michel Franco, Moisés Zonana et Gina Kwon
- Coproduction : Grégoire Lassalle, Juliette Sol, Chris Stinson, Amy Greene, Antonio Campos et David Zonana
- Photographie : Yves Cape
- Sociétés : Lucia Films, Videocine, Vamonos Films et Stromboli Films
- Langue : Anglais
- Pays d'origine :  Mexique,  France (coproduction minoritaire[réf. nécessaire])
- Genre : Drame
- Dates de sortie :
  - 22 mai 2015 (Festival de Cannes 2015)
  - 21 octobre 2015 ( France)

## Distribution
- Tim Roth : David
- Bitsie Tulloch : Lidia
- Tate Ellington : Greg
- Maribeth Monroe et Cleo Monroe : Nièces de Sarah
- Claire van der Boom : Alice
- David Dastmalchian : Bernard
- Sarah Sutherland : Nadia
- Robin Bartlett : Marta
- Michael Cristofer : John
- Joe Santos : Issac Sr.
- Nailea Norvind : Laura
- Kari Coleman : Sœur de Sarah
- Laura Niemi : Margaret
- Angela Bullock : Sylvia
- Rachel Pickup : Sarah
- Peter Gray Lewis : Mari de la sœur de Sarah
- Reatha Grey : Femme à l'agence
- Sarah Randall Hunt : Réceptionniste d'Issac
- Tami Renae Lawless : Nièce de John
- Harris Shore : Fred
- Tom Berklund : Client de la salle de gym
- Dan Gordon
- Christopher McCann : Robert
- Ben Berkowitz : Issac Jr.
- Lee Harmon : Lee
- Ariella Fiore : Infirmière de nuit de Sarah

## Production
L'idée du film est venue en 2010, la grand-mère du réalisateur ayant subi une crise cardiaque, elle resta alitée plusieurs mois jusqu'à sa mort et noua une mystérieuse et étroite relation avec son infirmière. 
Au Festival de Cannes 2012, Michel Franco remporte le prix Un Certain Regard pour Después de Lucía. Le jury était présidé par Tim Roth qui demanda, lors de la remise de prix, de jouer dans le prochain film du cinéaste. Ce qu'il fit, Michel Franco réécrivit le scénario pour le rôle. 
Le film fut sélectionné le 23 avril 2015 soit une semaine après la conférence de presse, c'est le seul film à être sélectionné tardivement en compétition avec Valley of Love. C'est également la première sélection en compétition pour Michel Franco.

## Réception
Le film, ainsi que son épilogue, divise largement la presse. Plusieurs papiers comparent le long-métrage à ceux de Michael Haneke. 
Les Inrocks louent « un film très fort, violent, bouleversant. Jusque dans sa terrible fin ». Le Mag du Ciné salue l'ambiance anxiogène du film ainsi que le dispositif. De même pour Chaos Reign, louant le point de vue dérangeant, l'ambiguïté du personnage de David et l'absence de grâce dans la fin tragique.
Les Cahiers du Cinéma décrièrent le film pour son côté film à festival, formaté dans le côté âpre et radical. Film de Culte critique aussi ces aspects ainsi que la fin « totalement abrutie ou d'un cynisme consternant ». Idem pour Télérama reprochant « le rebondissement conclusif, maladresse, désinvolture ou inconséquence de l'auteur, achève de dévaluer [le long-métrage] » et Le Monde en évoquant « un épilogue d'une telle brutalité manipulatrice qu’il mériterait d'être dévoilé ».

## Distinctions
- 2015 : Prix du scénario au Festival de Cannes.